# رضا احدی
رضا نداف احدی (زادهٔ ۹ آذر ۱۳۴۱ – درگذشته ۲۸ دی ۱۳۹۴) بازیکن و مربی فوتبال ایرانی بود که در پست هافبک برای تیم ملی ایران و استقلال تهران بازی کرد. او به دنبال عفونت داخلی و مشکلات کبدی در سن ۵۳ سالگی درگذشت.
سابقه بازی در باشگاه‌های استقلال، باشگاه روت وایس اسن آلمان، ذوب آهن و پرسپولیس را در کارنامه داشت. او به «رودی فولر» ایران مشهور بود، ۱۳ بازی ملی و دو گل زده ملی در کارنامه داشت.

## دوران حرفه‌ای
احدی بیشتر دوران فوتبال خود را برای باشگاه استقلال ایران بازی کرد. او از نخستین فوتبالیست‌های ایرانی بود که بعد از انقلاب موفق به بازی در لیگ آلمان شدند و در سال ۱۹۸۶ به به تیم روت وایس اسن آلمان پیوست. او سه سال برای این تیم بازی کرد و در ۸ بازی خود یک گل به ثمر رساند. وی از سال ۱۳۶۱ تا ۱۳۶۳ در تیم ملی فوتبال ایران حضور داشت.
کاپیتان سابق استقلال ۱۳ بار به تیم ملی دعوت شد و دو بار گلزنی کرد. او در دوران کوتاه مربیگری خود سرمربی تیم‌های انگشت شماری مانند استقلال اهواز، ابومسلم خراسان، شهرداری زنجان، کوثر، ابومسلم خراسان، پیام مشهد به عنوان مربی و در پیکان هم به عنوان دستیار مربی بود.
احدی در مدت کوتاهی که مسئول تیم جوانان استقلال بود، فوتبالیست‌هایی از جمله وحید طالب‌لو، خسرو حیدری و آندرانیک تیموریان را به فوتبال حرفه‌ای معرفی کرد.

## دستاوردها
- مقام چهارم مسابقات صلح و دوستی کویت ۱۹۸۹ با تیم ملی فوتبال ایران[۸]
- قهرمان لیگ فوتبال ایران در سال ۱۹۹۰ با باشگاه استقلال

## درگذشت
احدی پس از چندین روز بستری بودن در بیمارستان ایرانمهر به دلیل شدت گرفتن بیماری‌اش که ناشی از عفونت داخلی و سرطان کبد بود در روز دوشنبه ۲۸ دی ماه ۱۳۹۴ حوالی ساعت ۹ درگذشت. پیکر احدی در تاریخ ۳۰ دی‌ماه ۱۳۹۴ با حضور پیشکسوتان و علاقه‌مندان فوتبال در ورزشگاه شیرودی تشییع و در قطعه نام‌آوران بهشت زهرا به خاک سپرده شد.
احدی از محبوب‌ترین بازیکنان استقلال در دهه ۶۰ محسوب می‌شود. وی که در هنگام مرگ تنها ۵۳ سال داشت و از بازیکنان بی‌حاشیه و خوش‌اخلاق فوتبال ایران بود.